# Chytonix ethela
Chytonix ethela är en fjärilsart som beskrevs av William Schaus 1904. Chytonix ethela ingår i släktet Chytonix och familjen nattflyn. Inga underarter finns listade i Catalogue of Life.